# Piątkowo (powiat golubsko-dobrzyński)
Piątkowo – wieś w Polsce położona w województwie kujawsko-pomorskim, w powiecie golubsko-dobrzyńskim, w gminie Kowalewo Pomorskie.

## Podział administracyjny
W latach 1975–1998 miejscowość należała administracyjnie do województwa toruńskiego.

## Demografia
Według Narodowego Spisu Powszechnego (III 2011 r.) wieś liczyła 361 mieszkańców. Jest szóstą co do wielkości miejscowością gminy Kowalewo Pomorskie.

## Zabytki
Według rejestru zabytków NID na listę zabytków wpisany jest zespół pałacowy z połowy XIX w., nr rej.: A/658/1-3 z 20.10.1994:
- pałac, ok. 1863
- oficyna (dom mieszkalny dla służby), 2 poł. XIX w.
- park.

## Ciekawostki
- W 1801 roku w Piątkowie urodził się Natalis Sulerzyski ziemianin, działacz polskiego ruchu narodowego w zaborze pruskim.